# 麦積山石窟

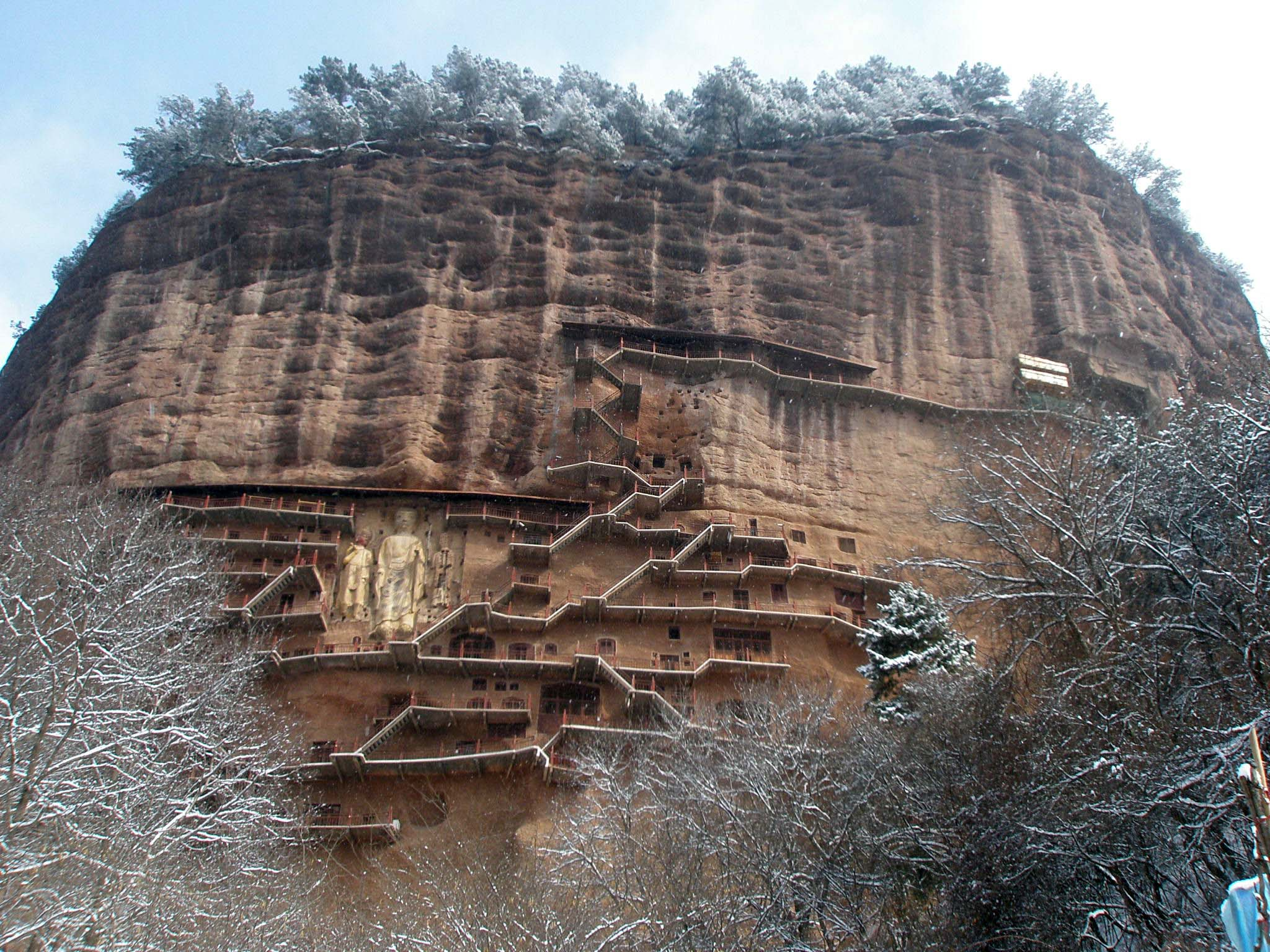
麦積山石窟の外観

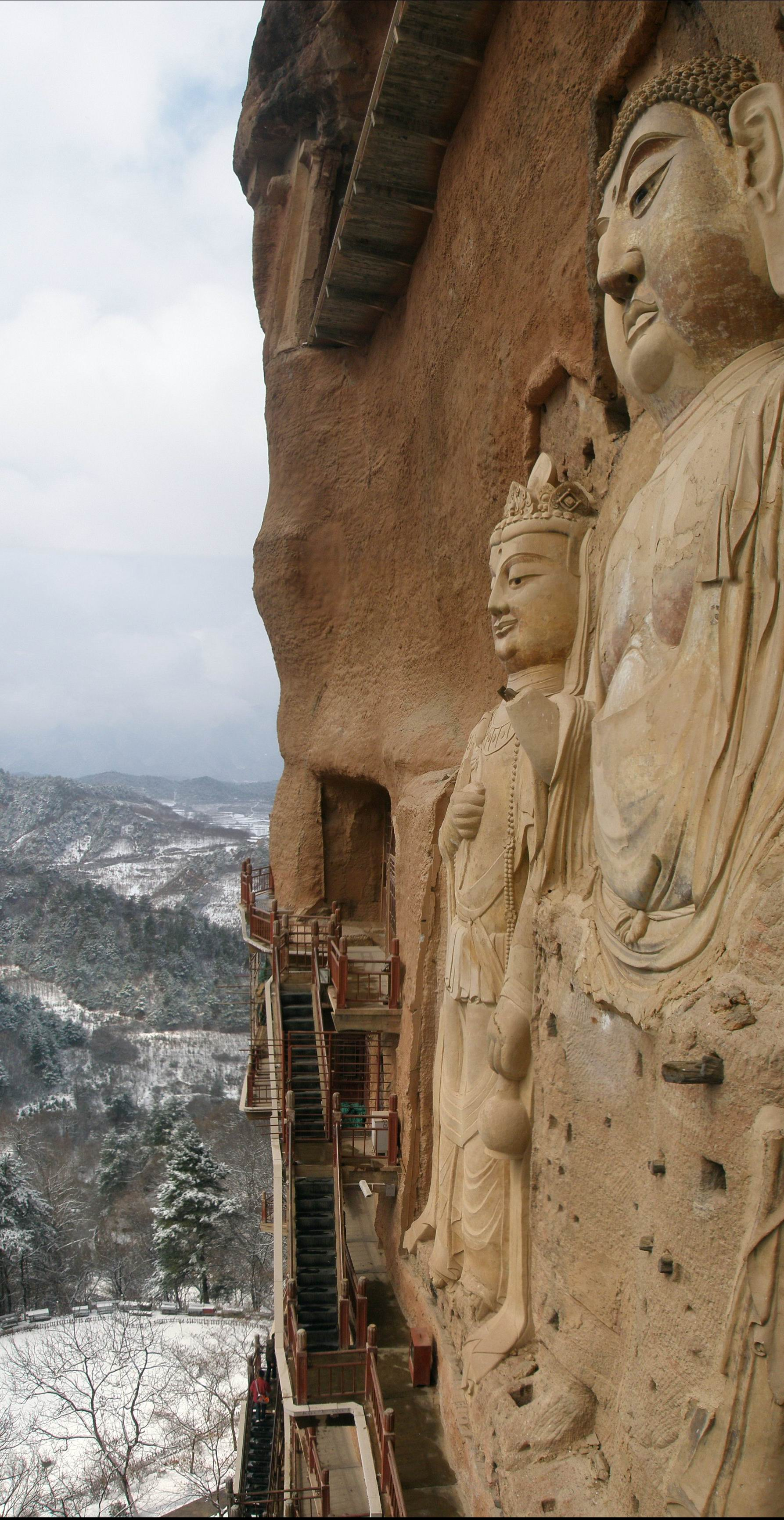
巨大な菩薩像

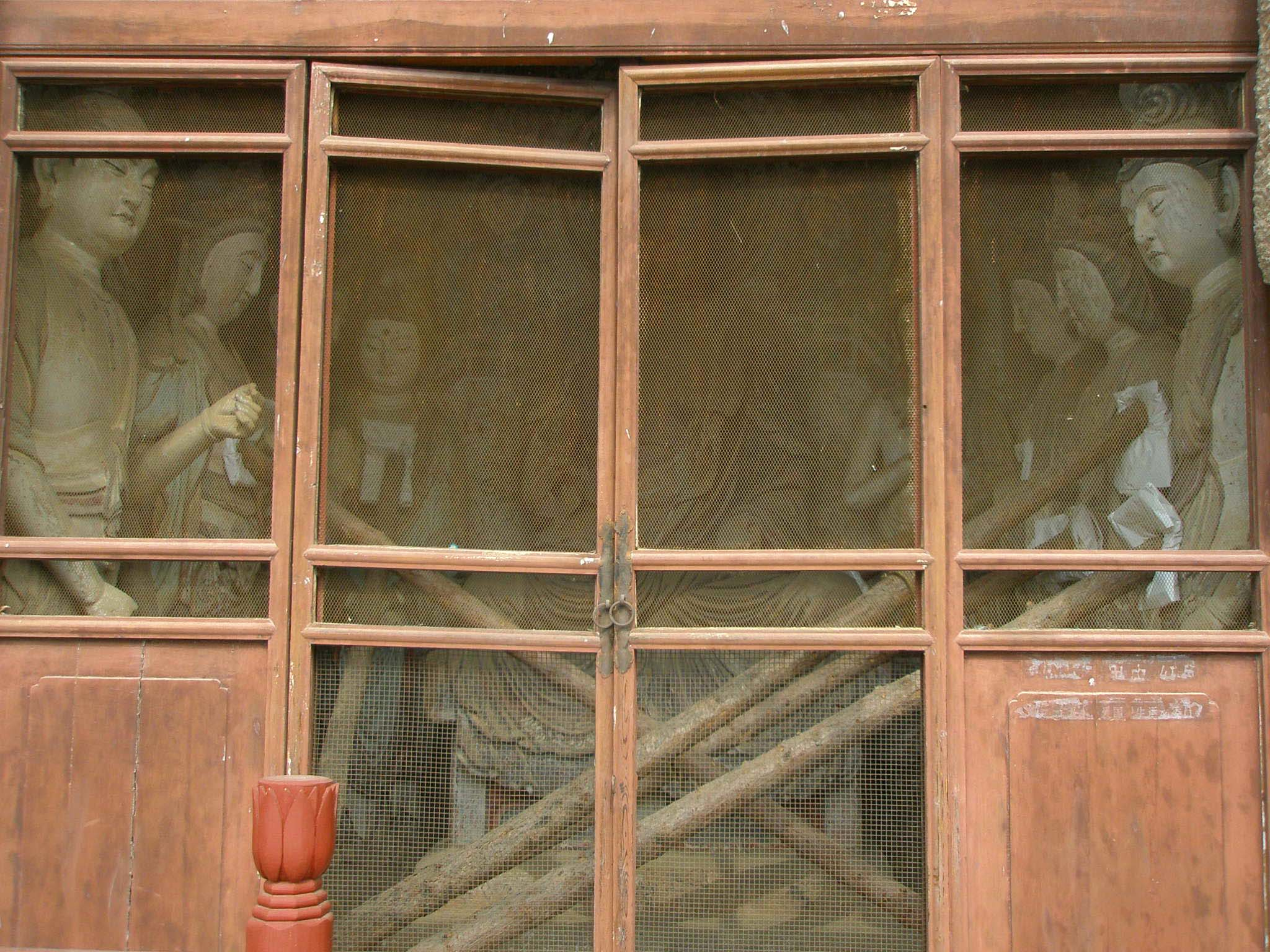
木の幹で支えられた彫刻

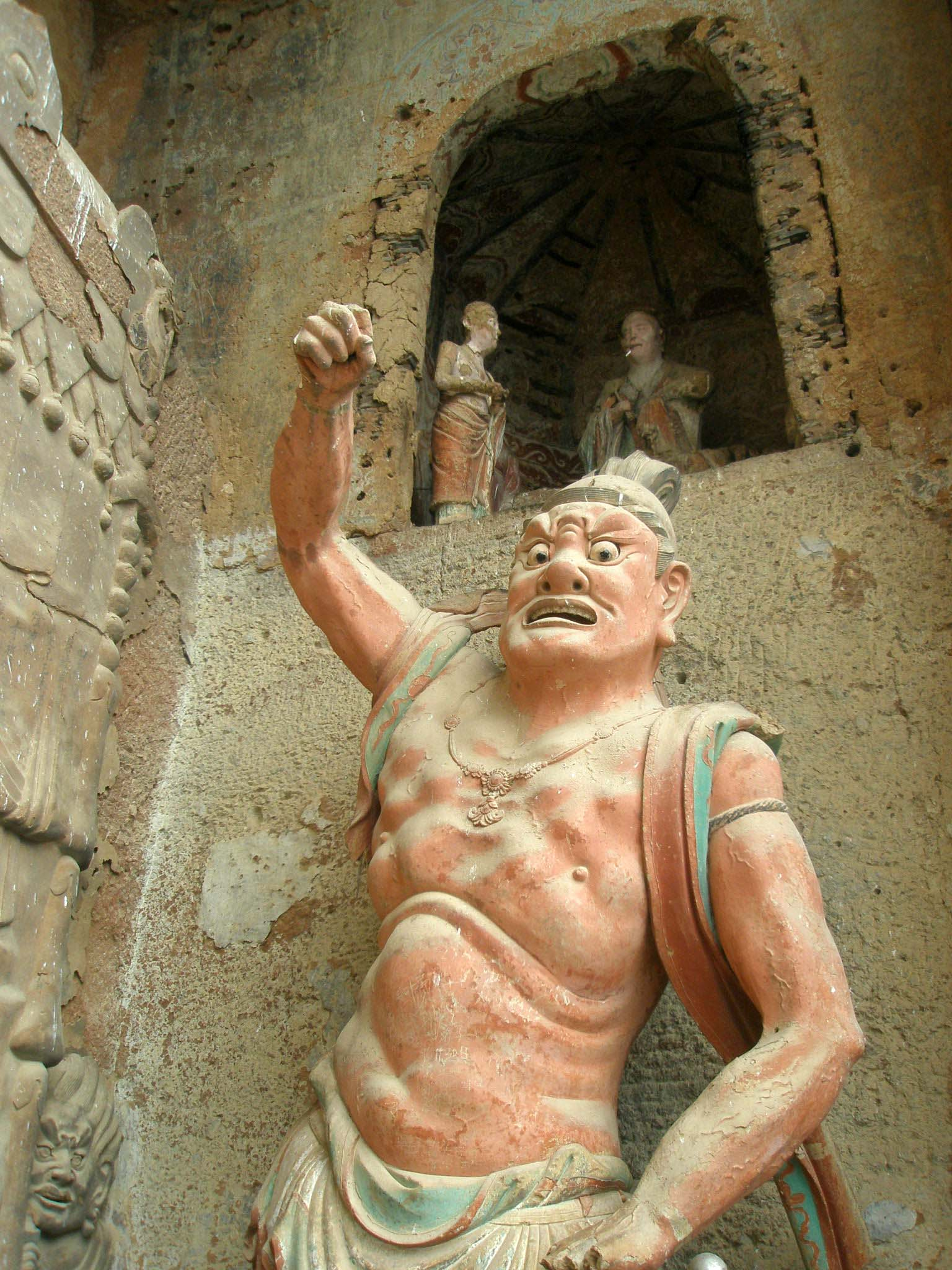
着色が良く残った像

麦積山石窟（ばくせきざんせっくつ、中国語:麦积山石窟、拼音: Màijīshān Shíkū）は、中国北西部の甘粛省天水市麦積区にある194の石窟群で、7,200体を超える仏教彫刻と1,000平米超に及ぶ壁画がある。着工は後秦時代（417年 - 384年) にさかのぼる。
1952年から1953年にかけて、現在も使われているナンバリングシステムを考案した北京の考古学者チームによって、初めて正確な調査が行われた。第1窟から第50窟は西側の断崖上にあり、東側の断崖には第51窟から191窟がある。麦積山石窟はマイケル・サリバンとドミニク・ダーボイスによって写真に収められ、後に石窟に関して初めて記述された英語の著作が発表された。
中国と中央アジアを結ぶ主要ルートに複数存在している仏教石窟群の一つである。1961年、全国重点文物保護単位に登録。2014年にはシルクロード:長安-天山回廊の交易路網の構成資産としてUNESCOの世界遺産リスト登録物件に含まれた。中華人民共和国国家級風景名勝区（1982年認定）、中国の5A級観光地（2011年認定）でもある。

## 歴史
西安 - 蘭州 - 敦煌を結ぶ東西ルート、西安 - 成都を結ぶ南向きルート、さらに南はインドにも結ばれている。6世紀頃の麦積山の彫刻には、これらの南北ルートを経て南から来たインド風、そして東南アジア風の特徴が見られる。しかし、最初の美術的影響は、北西からシルクロードに沿って中央アジアを通って来たものである。その後、宋・明代に石窟の改修・修理が行われたため、中国の中・東部からの影響を受け、中国風の彫刻になっている。
中国の石窟寺院には2つの目的があったと思われる。もともとは、仏教が中国に伝来する前に、祖先やさまざまな自然神を祀るための在地の神殿として使われていた可能性がある。仏教が中国に伝来すると、インド（アジャンターなど）や中央アジア（主にアフガニスタン）にある石窟寺院の影響を受け、中国の寺院建築の一部になるに至った。
この地域の仏教は、五胡十六国時代（304年 - 439年）の最後の王朝である匈奴系の北涼の支援を受けて広まった。石窟寺院が最初に甘粛省に現れたのはその支配下にあった時期であり、最も有名な2つの石窟は都の姑臧の南方にある天梯山石窟と、姑臧と敦煌の中間にある文殊山石窟であり、このような信仰の高まりの中で始まったと思われる。
420年から422年頃には高僧らが集い、300人を超えるほどの僧坊が営まれたが、444年、北魏の廃仏毀釈による弾圧の影響を受け廃れた。
北魏時代には弾圧もあったが、都、長安から西方へ延びる街道沿いの石窟寺院はよく知られ、有力信者らの支援なども盛んであった。最も古い銘は502年のもので、第115窟で確認できる。他の碑文では有力者らによる数多くの寄進があり、寺院の拡張が長きにわたって続いたことが記録されている。

## 設計
北魏時代の石窟寺院は殆どが菩薩と脇侍仏からなる単純なパターンで構成されている。最もよく見られるのは万人を浄土へ導くとされる阿弥陀如来で、大乗仏教で盛んに信仰の対象となった仏である。
脇侍仏は向かって右が観音菩薩、左が勢至菩薩であることが多い。観音菩薩は阿弥陀仏の小像で飾られた髪飾りと、小さな水瓶を携えていることから分かる。勢至菩薩は通常聖観音と対をなすことが多い菩薩である。
高僧の像としては仏典の偉人である阿難とカシュヤパの像が見られる他、名も無き一般の僧侶や寄進者、尼僧の像も見られる。
入口には2体のドヴァーラパーラ（門衛神）、もしくは四天王が陣取り門を守っている。釈迦牟尼像や未来仏である弥勒像もある。これらは足を交差させる姿形で見分けることが出来る。
仏像の中には中央アジア経由でガンダーラ美術の影響を受けているものもあり、これらは頭部と身体部の比率やボリュームある衣服のひだで判断できる。
塑像の殆どは粘土製で接着剤も用いられている。117窟、127窟、133窟、135窟などで見られる石造の彫刻は由来不明の砂岩で作られている。

## 比較
北魏代の仏像に比べ、北周の像は少ない。北周の像はより大規模で堅固なものになっている。インドや東南アジアからの影響を受け、仏像の姿勢に動きを付けたものが少なくなり、どっしりと構えた姿勢が主流になる。
敦煌や雲岡で見られる石窟内部の縦坑は麦積山では見られない。
安禄山の乱によって吐蕃の支配下にあったと思われる唐代の麦積山については、記録がほとんど残っていない。敦煌も麦積山も、大規模な法難のあった845年に吐蕃の支配を受けていたため、幸運にも被害を免れた。
今日、伽藍内部に続く狭いテラスにある非常に大きなドヴァーラパーラ像に唐代の彫刻の影響を見ることができる。

## 保全
734年には唐の詩人杜甫がこの地を訪れ、25年後には「山寺」という詩を残している。
| 「 | 野寺残僧少，山園細路高。 麝香眠石竹，鸚鵡啄金桃。 乱水通人過，懸崖置屋牢。 上方重閣晩，百里見秋毫。 | 」 |
宋代になると麦積山に大規模な修復が行われ、仏像の中心は仏陀から菩薩を彫ったものに移っていく。
明代中期には断崖の東西両側面にあった巨大な三尊像が修復され、東南の崖面に立つ二基の菩薩立像を脇侍とする弥勒菩薩坐像や南西の崖にあった2体の脇侍を連れた背の高い未完成の仏像が修理されたのもこの時期である。
後秦・北魏・西魏・北周・隋・唐・五代・宋・元・明・清の12王朝に及んで造営・修復が行われた。
地震などの天災により中央部の石窟群は崩落して現存しておらず、人災に見舞われ仏像が破損したこともあったが、今も194個の石窟が残されており、彫刻7200点、フレスコ画1000平方メートルなどが30メートルから80メートルの高さの崖の上に保存されている。
第1窟から50窟までは東側の崖上にあり、西側の崖の表面には51窟から191窟がある。これらの数字は、1952年から53年までの中国の考古学チームが付与していったものである。

## 見学
バス停前が景区入口となっており、ここで入場券を購入する。入場門の内外に土産物店があり、内側には蘭州拉麺を手打ちで作る飲食店が集まっている。ここから石窟までは2Kmほどあるので、体力等によっては、飲食店街のすぐ上に有料のカート（2019年9月現在往復15元）があり、これに乗車することもできるし、徒歩で行くこともできる。石窟は連休などの時期は大変混雑し、石窟の直前にはジグザクに並ばせるための柵がある。各石窟は見学用のテラスとそれらを結ぶ階段で巡るが、一般公開されているルートは決められており、すべてのテラスを歩けるわけではない。公開されているルート上にある各石窟は外部から金網越しに見学できるが、一部の貴重で広大な石窟は別料金で予めチケットを買った人だけに案内人が付き添って鍵を解錠して案内される。一番上段まではかなりの高低差があり、急な階段を上り下りしなければならないが、バリアフリー設備は一切ない。また、テラスや階段からの高度感が非常にあるので、バリアフリー設備を必要とする人や高所恐怖症の人の観光は困難である。

## アクセス
中国高速鉄道宝蘭旅客専用線天水南駅から、この駅始発の60路バスで直通。60路バスは本数が少ないので、時間が合わない場合は天水の中心である秦州区始発の5路バスに乗車するが、5路はすでに満員で着席できないことが多い。1路バスなどで隴海線（在来線）天水駅（火車駅）まで行き、火車駅始発の34路バスに乗り換える方法もある。途中の賈家河バス停で浄土寺行きバスに乗り換えることにより、近辺のもう一つの名所である「仙人崖」に行くこともできる。